# (38052) 1998 XA7
(38052) 1998 XA7 est un astéroïde troyen de Jupiter découvert en 1998.

## Description
(38052) 1998 XA7 a été découvert le 8 décembre 1998 à l'observatoire de Kitt Peak, situé dans l'Arizona (États-Unis), par le projet Spacewatch de l’université de l'Arizona.

### Caractéristiques orbitales
L'orbite de cet astéroïde est caractérisée par un demi-grand axe de 5,24 ua, un périhélie de 5,05 ua, une excentricité de 0,04 et une inclinaison de 1,81° par rapport à l'écliptique. Du fait de ces caractéristiques, à savoir un demi-grand axe compris entre 4,6 et 5,5 ua et un périhélie inférieur à 0,3 ua, il est classé, selon la JPL Small-Body Database, astéroïde troyen de Jupiter du camp troyen. Il est situé au point de Lagrange L4 du système Soleil-Jupiter.

### Caractéristiques physiques
(38052) 1998 XA7 a une magnitude absolue (H) de 12,7 et un albédo estimé à 0,056.